# I faderens navn
I faderens navn (eng: In the Name of the Father) er en irsk dramafilm fra 1993 instrueret, produceret og skrevet af Jim Sheridan og med Gabriel Byrne som executive producer og Terry George som manuskriptforfatter. Filmen er baseret på Gerry Conlons selvbiografi og har Daniel Day-Lewis i hovedrollen som Conlon.
I faderens navn vandt Guldbjørnen i Berlin og blev nomineret til syv Oscars, bl.a bedste mandlige hovedrolle (Daniel Day-Lewis), bedste film, bedste instruktør (Jim Sheridan), bedste mandlige birolle (Pete Postlethwaite) og bedste kvindelige birolle (Emma Thompson).

## Medvirkende
| Skuespiller        | Rolle                  |
| ------------------ | ---------------------- |
| Daniel Day-Lewis   | Gerry Conlon           |
| Pete Postlethwaite | Giuseppe Conlon        |
| John Lynch         | Paul Hill              |
| Mark Sheppard      | Paddy Armstrong        |
| Beatie Edney       | Carole Richardson      |
| Emma Thompson      | Gareth Peirce          |
| Don Baker          | Joe McAndrew           |
| Gerard McSorley    | Detective Pavis        |
| Frank Harper       | Ronnie Smalls          |
| Corin Redgrave     | Inspector Robert Dixon |
| Jamie Harris       | Deptford Jim           |

## Modtagelse
I faderens navn blev generelt modtaget godt af kritikerne og holder på Rotten Tomatoes en friskhedsprocent på 95% og på Metacritic på 84%.
Filmen blev også nomineret i alle de store kategorier ved Oscaruddelingen i 1994, men vandt dog ingen. Til gengæld vandt Jim Sheridan Guldbjørnen i Berlin for bedste film.

## Produktion
Filmen blev for størstedelen optaget i Dublin, Irland, bl.a. blev Dublin Ducklands (som åbningsscenerne i Belfast), Sheriff Street (brugt til optøjerscenerne), Kilmainham Gaol (brugt som Park Royal Prison). Liverpool i Storbritannien blev brugt til flere af London-scenerne.
I faderens navn var Daniel Day-Lewis og Jim Sheridans andet samarbejde siden Min venstre fod, for hvilken Daniel Day-Lewis vandt en Oscar for bedste mandlige hovedrolle.

### Priser og nomineringer
- Oscars (uddelt 1994)
  - Oscar for bedste film (Jim Sheridan), nomineret
  - Oscar for bedste instruktør (Jim Sheridan), nomineret
  - Oscar for bedste mandlige hovedrolle (Daniel Day-Lewis), nomineret
  - Oscar for bedste mandlige birolle (Pete Postlethwaite), nomineret
  - Oscar for bedste kvindelige birolle (Emma Thompson), nomineret
  - Oscar for bedste klipning (Gerry Hambling), nomineret
  - Oscar for bedste filmatisering (Terry George og Jim Sheridan), nomineret

- BAFTA Awards (uddelt 1994)
  - BAFTA Award for bedste mandlige hovedrolle (Daniel Day-Lewis), nomineret
  - BAFTA Award for bedste filmatisering (Terry George og Jim Sheridan), nomineret

- Golden Globe Awards (uddelt 1994)
  - Golden Globe Award for bedste film – drama, nomineret
  - Golden Globe Award for bedste mandlige hovedrolle (Daniel Day-Lewis), nomineret
  - Golden Globe Award for bedste sang (Bono, Gavin Friday og Maurice Seezer), nomineret
  - Golden Globe Award for bedste kvindelige birolle (Emma Thompson), nomineret

- Filmfestivalen i Berlin (uddelt 1994)
  - Guldbjørnen for bedte film (Jim Sheridan), vandt

- European Film Awards
  - Bedste film (Jim Sheridan), nomineret

## Ekstern henvisning
- I faderens navn på Internet Movie Database (engelsk)
- I faderens navn på Filmdatabasen
- I faderens navn på Scope
- I faderens navn i Svensk Filmdatabas (svensk)
- I faderens navn på AlloCiné (fransk)
- I faderens navn på MovieMeter (nederlandsk)
- I faderens navn på AllMovie (engelsk)
- I faderens navn hos American Film Institute (engelsk)
- I faderens navn hos British Film Institute (engelsk)
- I faderens navns profil hos Encyclopædia Britannica Online (engelsk)

1. ↑  Navnet er anført på engelsk og stammer fra Wikidata hvor navnet endnu ikke findes på dansk.